# 鳳岡県
鳳岡県（ほうこう-けん）は中華人民共和国貴州省遵義市に位置する県。

## 歴史
隋代に綏陽県が設置されたが、後に永夷県に統合された。1601年（万暦29年）に竜泉県とした新たに設置、1919年に鳳泉県、1930年に鳳岡県と改称され現在に至る。

## 行政区画
下部に4街道、10鎮を管轄する。
- 街道
  - 竜泉街道、鳳嶺街道、花坪街道、何壩街道
- 鎮
  - 琊川鎮、進化鎮、蜂岩鎮、永和鎮、綏陽鎮、土渓鎮、永安鎮、天橋鎮、王寨鎮、新建鎮

## 交通

### 道路
- 高速道路
  - 杭瑞高速道路
- 国道
  - G326国道